# Лысенко, Анатолий Григорьевич
Анато́лий Григо́рьевич Лысе́нко (14 апреля 1937, Винница, Винницкая область, Украинская ССР, СССР — 20 июня 2021, Москва, Россия) — советский и российский деятель телевидения, журналист, режиссёр, продюсер, сценарист. Генеральный директор АНО «Общественное телевидение России» (18 июля 2012 — 20 июня 2021). Заслуженный деятель искусств России (1999), Заслуженный журналист России (2018). Лауреат Государственной премии СССР (1978) и премии Правительства России (2014).

## Биография

### Происхождение
Анатолий Лысенко родился 14 апреля 1937 года в Виннице Украинской ССР. Семья переехала в Москву через 5 дней после его рождения. Отец Анатолия служил заместителем Г. С. Земцева — начальника I дистанции  Октябрьской железной дороги.
Читать научился в три года. Окончил школу № 1 Октябрьской железной дороги. После того как в девятом классе был исключён из школы, самостоятельно подготовился к экзаменам в читальном зале Ленинской библиотеки, сдал 6 предметов на «отлично» и только английский язык с оценкой «хорошо».
В школьные годы увлекался химией, однажды при проведении опыта произошёл взрыв колбы, из-за чего он получил шрамы от ожогов на лице и на полтора месяца лишился зрения.
В 1960 году окончил экономический факультет Московского института инженеров железнодорожного транспорта (тема дипломной работы: «Производство крупных деталей из чугуна, модифицированного магнием»), затем аспирантуру во Всесоюзном заочном институте инженеров железнодорожного транспорта. Преподавал политэкономию и «Организацию планирования промышленного производства».
Участвовал в освоении целины, за что удостоен значка ЦК ВЛКСМ «За отличие в освоении целинных земель».

### Работа на телевидении
Впервые попал на телевидение, будучи студентом, в сентябре 1956 года по приглашению принять участие в морально-этическом диспуте на тему любви и дружбы.
С 1959 года начал работать в качестве внештатного автора и ведущего молодёжных программ (например, «Комсомольский прожектор», «Экран общественного мнения»).
С 1960 по 1965 год работал мастером цеха на Люблинском литейно-механическом заводе имени Л. М. Кагановича. Активно участвовал в художественной самодеятельности, с творческим коллективом ездил с гастролями по СССР. Выступал в качестве конферансье, а также читал лекции по международной политике.
Однажды на Люблинский ЛМЗ приехала телевизионная съёмочная группа с целью сделать передачу о самодеятельности трудящихся. Лысенко, как активный участник художественной самодеятельности, участвовал в съёмках, но за три часа до начала эфира руководство забраковало программу. В итоге срочно сменили концепцию: сделали монолог о студентах и весне с карикатурными рисунками. Тексты писал и читал Лысенко — это было одно из первых его появлений на телеэкране.
С 1968 года начал работать в Главной редакции программ для молодёжи Центрального телевидения. В штат был назначен сразу как старший редактор.[значимость факта?]
После назначения Сергея Лапина на должность председателя Госкомитета по радио и телевещанию был отстранён от работы в кадре более чем на пять лет, благодаря этому начал активно писать сценарии.
Будучи редактором, познакомился с Владимиром Ворошиловым — и в тот же день, по политическим причинам, снял с эфира его авторскую передачу «Хиросима — любовь моя». На следующий день Ворошилов был страшно обижен на Лысенко, но, пообщавшись, коллеги помирились; со временем подружились и после этого проработали вместе 33 года.
Впоследствии работал редактором-консультантом, затем — руководителем программ. Вместе с Галиной Шерговой и Эдуардом Сагалаевым участвовал в создании документального телесериала «Наша биография» (1976—1977). Состоял в КПСС.
В 1986—1990 годах — заместитель главного редактора Главной редакции программ для молодёжи.[значимость факта?]
С 14 апреля 1987 года руководил программой «Взгляд», которая во многом повлияла как на советское телевидение, так и на атмосферу в стране в целом. Лысенко пользовался авторитетом в коллективе: к нему обращались на «ты» и по кличке «Лысый», а Владислав Листьев также называл его «Папой». По распространённой версии, именно Лысенко предложил Листьеву идею создания телеигры «Поле чудес», которая пришла во время просмотра в Париже французской версии телеигры «Колесо фортуны».
С 13 июля 1990 года по 1996 год в ранге генерального директора руководил Всероссийской государственной телевизионной и радиовещательной компанией.
21 сентября 1993 года после издания президентом РФ Ельциным указа № 1400 о роспуске Съезда народных депутатов и Верховного Совета РФ Административный совет ВГТРК по инициативе Лысенко принял заявление о безоговорочной поддержке действий Ельцина.
С 13 ноября 1996 по 1 апреля 2000 года — председатель комитета по телекоммуникациям и средствам массовой информации Правительства Москвы. В этом качестве принимал участие в создании телеканала «ТВ Центр», с 1997 по 1999 год — член совета директоров ОАО «ТВ Центр».
В 2000—2001 годах — руководитель ФГУП «Роскнига».[значимость факта?]
С 18 октября 2002 года — Президент Международной академии телевидения и радио.
Был членом правления Академии российского телевидения.[значимость факта?]
С 18 октября 2003 по 7 августа 2004 года вёл передачу «Программа передач на вчера» на «Первом канале» (производство «Авторского телевидения»).
С 2005 по 2012 год являлся колумнистом, телекритиком в газете «Собеседник».
Имел классный чин Государственного советника I класса в отставке.[значимость факта?]
В 2011 году издал книгу мемуаров «ТВ живьём и в записи».
Был профессором факультета медиакоммуникаций Высшей школы экономики.[значимость факта?]
С 2013 года входил в состав совета по присуждению премий Правительства Российской Федерации в области средств массовой информации.
В 1992 году после указа о роспуске «Москниги» столичные книжные магазины перешли на самоокупаемость, многие из них закрылись, остальные оказались на грани банкротства. Лысенко, работая в правительстве Москвы, нашёл способ сохранить «Московский дом книги» и оставшиеся государственные книжные магазины путём объединения в единую сеть «МДК». В 1998 году мэр Москвы Юрий Лужков издал соответствующее постановление.
18 июля 2012 года указом Президента Российской Федерации назначен генеральным директором АНО «Общественное телевидение России», которое начало работу 19 мая 2013 года.
30 октября 2018 года указом Президента Российской Федерации вновь был назначен на должность генерального директора и включён в совет по общественному телевидению.

### Смерть
Скончался в Москве на 85-м году жизни 20 июня 2021 года от коронавируса. Прощание с Анатолием Лысенко состоялось 23 июня в телецентре «Останкино»; похоронен на Троекуровском кладбище.

## Семья
- Супруга — Валентина Ефимовна Лысенко (род. 1943), инженер.
  - Дочь — Марьяна (род. 1970), главный врач ГКБ № 52, доктор медицинских наук[30], Герой Труда Российской Федерации.

## Фонд Анатолия Лысенко
В 2022 году учрежден фонд поддержки культурных и просветительских проектов «Фонд Анатолия Лысенко». Декларируемые цели фонда: привлечь внимание к культурному и историческому наследию России, его популяризации и сохранению для будущих поколений, содействие деятельности в сфере образования, науки, культуры, искусства, просвещения, духовного развития личности, реализация программы, направленных на поддержку общественно значимых молодежных проектов, инициатив, детских и молодежных организаций.[значимость факта?] В 2024 году сайт фонда стал дипломантом Премии Рунета.
В 2024 году фондом учреждена премия имени Анатолия Лысенко.[значимость факта?]

## Награды

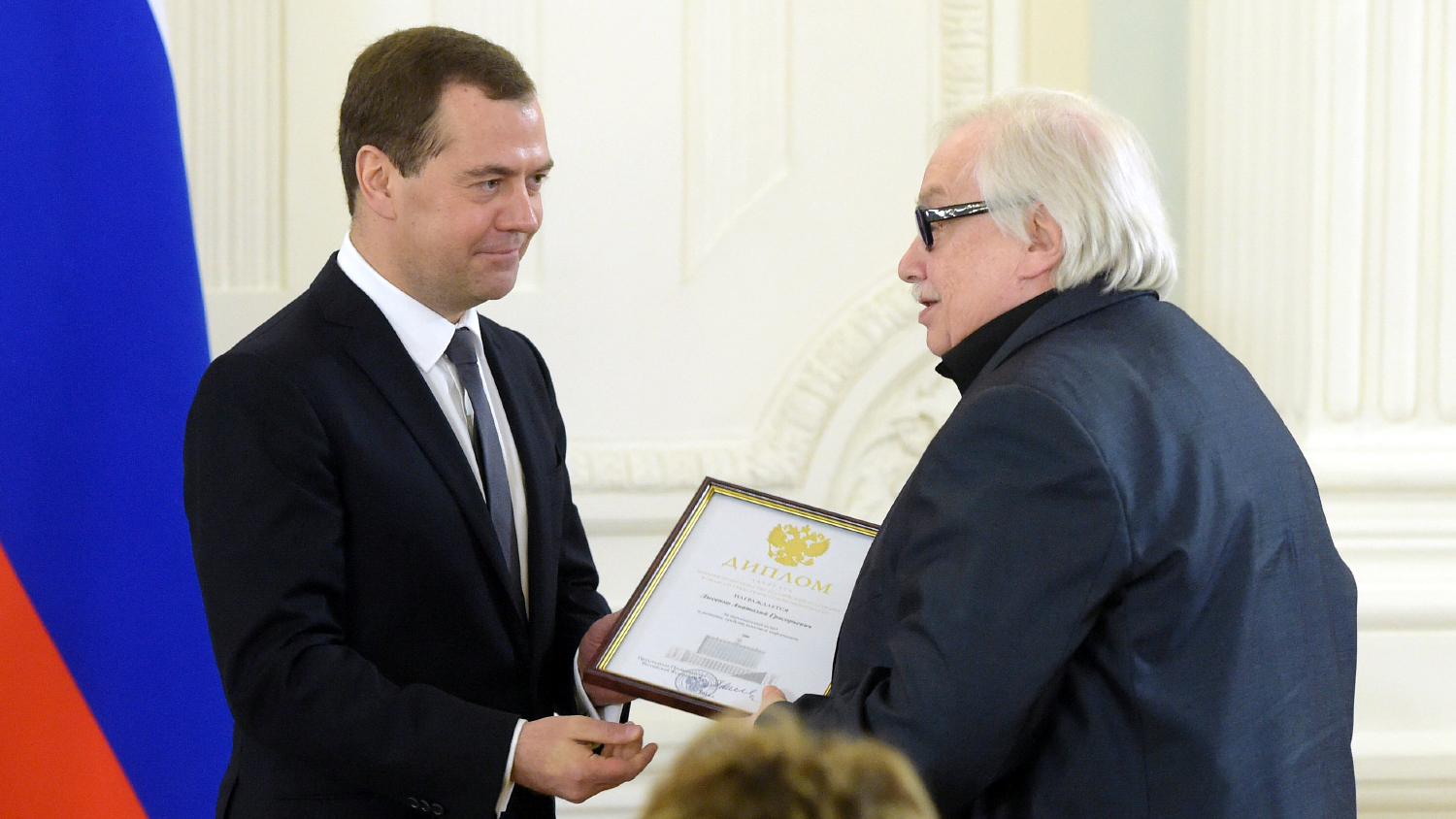
Вручение диплома премии Правительства
в области средств массовой информации.
13 января 2015 года

- Орден «За заслуги перед Отечеством» III степени (16 ноября 2011 года) — за большие заслуги в развитии отечественного телерадиовещания и многолетнюю плодотворную деятельность[32]
- Орден «За заслуги перед Отечеством» IV степени (27 ноября 2006 года) — за большой вклад в развитие отечественного телерадиовещания и многолетнюю плодотворную работу[33]
- Орден Почёта (12 мая 2016 года) — за большие заслуги в развитии телевидения и радиовещания, многолетнюю плодотворную деятельность[34]
- Орден Дружбы (8 мая 1996 года) — за активное участие в создании и становлении Всероссийской государственной телевизионной и радиовещательной компании[35]
- Заслуженный деятель искусств Российской Федерации (7 мая 1999 года) — за заслуги в области культуры и печати, большой вклад в укрепление дружбы и сотрудничества между народами, многолетнюю плодотворную работу[36]
- Заслуженный журналист Российской Федерации (27 декабря 2018 года) — за заслуги в развитии отечественной журналистики и многолетнюю плодотворную работу[37]
- Государственная премия СССР (1978 год) за сценарий цикла телевизионных документальных фильмов «Наша биография» (1977)
- Премия Правительства Российской Федерации 2014 года в области средств массовой информации (11 декабря 2014 года) — за персональный вклад в развитие средств массовой информации[38]
- Благодарность Президента Российской Федерации (12 декабря 2017 года) — за заслуги в развитии отечественного телевидения и многолетнюю плодотворную деятельность[39]
- Благодарность Президента Российской Федерации (1 сентября 1997 года) — за большой вклад в развитие столицы и в связи с 850-летием основания Москвы[40]
- Почётная грамота Президиума Верховной Рады Автономной Республики Крым (7 сентября 2009 года) — за многолетний добросовестный труд, высокий профессионализм, развитие международных культурных связей и в связи с 10-летием со дня основания Международного телекинофорума «Вместе»[41]
- Золотая медаль имени Льва Николаева (2012) — за существенный вклад в просвещение, популяризацию достижений науки и культуры